# Cristoforo Castiglione
Cristoforo Castiglione (Castiglioni) (Casatico, novembre 1456 – 8 marzo 1499) è stato un militare e cavaliere medievale italiano.

## Biografia
Era figlio del conte di Casatico Baldassarre Castiglione (1414-1478), condottiero al servizio prima dei Visconti e successivamente dei Gonzaga e di Polissena Lisca, nobile di Verona.
Sposò la nobile Luigia Gonzaga, del ramo cadetto dei "Nobili Gonzaga", che favorì il matrimonio del figlio, il letterato Baldassarre Castiglione, con la nobile Ippolita Torelli. La cerimonia si tenne con grande sfarzo a Mantova il 15 ottobre 1516, con la benedizione del marchese Francesco II Gonzaga e della consorte Isabella d'Este.
Cavaliere al servizio del quarto marchese di Mantova, combatté al suo fianco nel 1495 nella battaglia di Fornovo dove rimase ferito e a seguito delle ferite morì nel 1499.

## Discendenza
Cristoforo e Luigia ebbero sei figli:
- Baldassarre, famoso letterato;
- Girolamo (6 gennaio 1480 - agosto 1506), Abate di Santa Maria di Marcaria;
- Polissena (30 luglio 1481 - testò il 19 dicembre 1537), sposò il 26 febbraio 1498 Giacomo Boschetti, conte di San Cesario;
- Francesca (29 ottobre 1482 - 9 novembre 1569), sposò Tommaso Strozzi;
- Francesco (1484 - poco dopo);
- Anna (1486-1539), monaca nel monastero di Santa Paola a Mantova, poi badessa.